# Conquista das Beiras
A conquista das Beiras foi uma campanha militar protagonizada pelo rei Fernando Magno de Leão, que entre 1055 e 1064 reconquistou toda a região entre o Douro e o Mondego aos mouros.

## Contexto
Coimbra fora presurada por Hermenegildo Guterres em 868 mas em 987 Almançor recuperou a cidade para o Califado de Córdova.
Em 1009 o califa Hixame II de Córdova foi deposto pelo seu primo Maomé II, estalando então a guerra civil no Andaluz. Disto resultaria a fragmentação do Califado em vários emirados ou reinos independentes, rivais entre si, circunstância propícia à expansão dos reinos cristãos do norte.
Em 1009 ou 1013 foi criada a Taifa de Badajoz, na sequência da derrocada do califado cordovês, pelo liberto Sabur, um ex-escravo eslavo do califa Aláqueme II. O reino dominava grande parte da antiga Lusitânia, incluindo Mérida e Lisboa. Quando Sabur morreu, em 1022, foi sucedido no poder pelo seu vizir Abdallah Ibn al-Aftas, apesar de ter dois filhos. Al-Aftas era um berbere andalusino (ou seja, da Península Ibérica) que não respeitou a sucessão natural de Sabur. Os filhos deste fugiram para Lisboa, fundando aí outra taifa, que foi depois reconquistada pela de Badajoz. Abdallah fundou a sua própria dinastia, a dos Aftácidas, que teve quatro monarcas sucessores.
Desde 1050 que o emir de Badajoz Modafar se encontrava em guerra com o emir de Sevilha Almutadid, conflito do qual Almodafar saiu derrotado e enfraquecido, tendo assinado a paz no ano seguinte. 

### A campanha de Lamego, 1057
Em 1054, o Imperador Fernando Magno de Leão preparou na Terra de Campos uma campanha militar com vista a expandir para sul os territórios no ocidente peninsular, que haviam sido perdidos para os mouros em 987, aquando da 28ª Campanha de Almançor. No Verão do ano seguinte entrou em Portugal, tendo atravessado o Douro a partir de Zamora. O objectivo parece ter sido a cidade de Lamego.
Lamego foi conquistada a 29 de Novembro de 1057 após uma dura campanha, tendo os habitantes muçulmanos desta vila sido escravizados e os seus bens expropriados para a restauração das igrejas locais. A conquista de Lamego rendeu a Fernando Magno o controlo da bacia do Douro. O rei regressou temporariamente à Galiza e a 9 de Junho encontrava-se no Mosteiro de Celanova.

### A campanha de Viseu, 1058
Seguiu-se a conquista de Viseu a 25 de Julho de 1058, o ataque a esta cidade animado pelo espírito de retaliação em relação à morte de Afonso V durante o malogrado cerco de 1028.
O rei avançou na direcção de Santarém e encontrou-se com Modafar no rio Tejo, Fernando sobre o seu cavalo na água e o emir num barco, tendo ficado acordado um tributo de 5000 dinares a troco de paz. A 1 de Setembro de 1058, o rei já se encontrava de regresso a Sahagún.

### A campanha de Coimbra, 1064
Em 1063, o Imperador levou a cabo um grande fossado contra os reinos de Sevilha e de Badajoz, dos quais passou a receber páreas, ou tributo. Neste ano, o senhor de Tentúgal, D. Sesnando Davides, moçárabe que havia servido na Corte de Córdova, casado com a filha do último conde de Portucale, propôs a Fernando Magno a conquista da cidade de Coimbra. A expedição começou a ser preparada em Dezembro de 1063 e após uma peregrinação a Santiago de Compostela, que contou com toda a família real, foi a cidade de Coimbra atacada a 20 de Janeiro de 1064, início de um duro cerco que se prolongaria por seis meses. 
A guarnição muçulmana resistiu com denodado esforço aos ataques cristãos.  A situação dos víveres e do abastecimento dos cristãos não era a melhor o que terá levado D. Fernando a ponderar levantar o cerco. Ao fim de seis meses, logrou abrir uma brecha nas muralhas da cidade por via de aríetes, e os governantes muçulmanos procuraram render-se em troca das suas vidas, antes que se desse o ataque final, tendo o general muçulmano inclusive entregue-se a D. Fernando com a sua família. O resto da população, porém, não aceitou render-se e continuou a resistir até que lhes faltaram os víveres e a cidade foi violentamente tomada por assalto, morrendo muitos e sido aprisionados 5000 mouros. D. Fernando entrou na cidade a 9 de Julho de 1064. Ficou da posse da cidade D. Sesnando. Governaria a região recentemente reconquistada até à morte, em 1091.
Até 1064 foram também conquistados os castelos de Seia, Tarouca, Marialva, São Martinho de Mouro, Travanca, Gouveia e Penalva do Castelo, entre muitas outras praças.